# Sabrin Sburlea
Sabrin Sburlea (Sânnicolau Mare, 12 maggio 1989) è un ex calciatore rumeno, di ruolo attaccante.